# Neotoma floridana
Neotoma floridana є видом, який походить із центральних і східних Сполучених Штатів. Він будує великі нори, які можуть служити гніздами для багатьох поколінь, і зберігає їжу на зиму у віддалених сховищах. Попри те, що він широко розповсюджений і не є рідкістю, він зменшився або зник у кількох областях.

## Морфологічна характеристика
Це гризун середнього розміру, із середньою довжиною 21,2 см і вагою 245 грамів, але досягає 43 см у довжину. Тіло коротке і кремезне, а хвіст надзвичайно довгий (15–20 сантиметрів). Воно вкрите м'якою сіро-коричневою шерстю, яка темніша на спині. Живіт і лапки білі. Статі однакові, але самці, як правило, трохи більші.

## Поширення і середовище проживання
Цей вид поширений на більшій частині південно-центральної та південно-східної території Сполучених Штатів, від Небраски та східного Колорадо на схід до Північної Кароліни, на південь до Техасу, узбережжя Мексиканської затоки та центральної Флориди.
Зустрічаються в лісистих місцевостях, ярах, заплавних лісах; населяють болота й живоплоти в деяких районах на півдні Сполучених Штатів. Прибережний підвид був виявлений у різноманітних середовищах існування, включаючи низинні листяні ліси від Флориди на північ до південно-східної Північної Кароліни, як правило, всередині або поблизу узлісся, переважно листяного лісу. Інші місця існування включають низинні, вологі райони, болота. У Джорджії та Флориді середовищем існування є вологі місця і густі рослинні болота, де гнізда будуються в дуплах дерев або вздовж берегів струмків у густих клубках капусти пальметто.

## Екологія
Як і більшість представників роду, східний лісник харчується горіхами, насінням, грибами, бруньками, стеблами, корінням, листям і фруктами. Хоча гніздо зазвичай розташоване на землі, він здатний лазити і може шукати їжу над землею. Тварини активні переважно в сутінках і вночі, живуть поодинці в гніздах, які будують на землі з різних матеріалів. Для захисту від більших хижаків гніздо обкладають камінням і міцними палицями. Гнізда зазвичай заселяються протягом тривалого періоду часу та протягом кількох поколінь, а потім розширюються та накопичуються. Сезон розмноження зазвичай триває з лютого по серпень, рідко бувають випадки цілорічного розмноження. Самиці зазвичай народжують раз на рік. Період вагітності становить приблизно 33–35 днів. Після народження дитинчата ще кілька днів залишаються прикріпленими до сосків матері. Вони відкривають очі через 15–21 день, а фаза відлучення починається через чотири тижні. Розмір посліду коливається від одного до шести молодих тварин. Хижаками є довгохвоста ласка (Mustela frenata), східний крапчастий скунс (Spilogale putorius), земляний вуж (Pantherophis obsoletus), деревний гримучий вуж (Crotalus horridus), велика рогата сова (Bubo virginianus).